# Dławica piersiowa
Dławica piersiowa – ból w klatce piersiowej, ucisk lub uczucie ściśnięcia spowodowane niewystarczającym dopływem krwi do mięśnia sercowego. Wrażenie to może promieniować do szczęki lub ramienia. Mogą mu towarzyszyć duszności, pocenie się lub nudności. Jeśli pojawia się wyłącznie przy wysiłku lub stresie i ustępuje po kilkuminutowym odpoczynku, mamy do czynienia ze stabilną dławicą piersiową. Jeśli pojawia się niespodziewanie, w stanie spoczynku lub też nie ustępuje szybko po zaprzestaniu aktywności, mówimy o niestabilnej dławicy piersiowej.
Dławica piersiowa zazwyczaj spowodowana jest niedrożnością i skurczem tętnicy zaopatrującej mięsień sercowy w krew. Czynniki ryzyka obejmują hiperlipidemię, nadciśnienie tętnicze, palenie tytoniu, cukrzycę i otyłość. Inne czynniki zwiększające ryzyko zachorowania to anemia, zaburzenia rytmu serca oraz niewydolność serca. Inne choroby, dające podobne objawy, to m.in. tętniak rozwarstwiający, zatorowość płucna, zapalenie osierdzia, choroba refluksowa przełyku, odma opłucnowa, ból w ścianie klatki piersiowej i lęk.
Leczenie może obejmować zmianę stylu życia oraz farmakoterapię. W celu zapobiegania atakom stosuje się leki beta-adrenolityczne, blokery kanału wapniowego, aspirynę, statyny i inhibitory konwertazy angiotensyny. Ostre ataki można leczyć nitrogliceryną. Jeżeli farmakoterapia okaże się nieskuteczna, wskazana może być operacja. Może ona przynieść dobre rezultaty razem z farmakoterapią.
Na Zachodzie 3,5% osób choruje na stabilną dławicę piersiową. Jest częstsza u osób starszych – występuje u 15% mężczyzn i 11% kobiet powyżej 65 roku życia. Angielska nazwa (ang. angina pectoris) pochodzi od łacińskiego terminu angere („dusić”) i pectus („klatka piersiowa”) i dlatego można ją opisać jako „uczucie duszenia w klatce piersiowej”.